# Rust (langage)
Pour les articles homonymes, voir Rust et Mozilla.
Rust est un langage de programmation compilé multi-paradigme qui met l'accent sur la performance, la sûreté des types et la concurrence. Il assure la sécurité mémoire (en), ce qui signifie que toutes les références pointent vers une mémoire valide, sans nécessiter l'utilisation de techniques de gestion de la mémoire automatisée telles que le ramasse-miettes. Afin d'assurer la sécurité de la mémoire et d'empêcher une situation de compétition aux données, son « vérificateur d'emprunts » suit la durée de vie des objets de toutes les références dans un programme à la compilation.
Rust a été influencé par des idées issues de la programmation fonctionnelle, notamment immutabilité, fonction d'ordre supérieur et les types algébriques. Il est populaire pour la programmation système,,.
Graydon Hoare, développeur de logiciels, a créé Rust en tant que projet personnel alors qu'il travaillait à Mozilla Research en 2006. Mozilla a officiellement parrainé le projet en 2009. Dans les années qui ont suivi la première version stable en mai 2015, Rust a été adopté par des entreprises telles que Amazon, Discord, Dropbox, Google (Alphabet), Meta, et Microsoft. En décembre 2022, il est devenu le premier langage autre que le C et l'assembleur à être pris en charge dans le développement du noyau Linux.
Rust a été remarqué pour son adoption rapide, et a été étudié dans le cadre de la recherche sur la théorie des langages de programmation,,.
Selon le Stack Overflow Survey 2025, c'est le langage le plus apprécié dans ce sondage.

## Histoire

### Origines (2006-2012)
Rust est né d'un projet personnel initié en 2006 par Graydon Hoare, employé de Mozilla Research. Mozilla a commencé à parrainer le projet en 2009 dans le cadre du développement continu d'un moteur de navigateur expérimental appelé Servo, qui a été officiellement annoncé par Mozilla en 2010 ,. Au cours de la même année, le travail est passé du compilateur initial écrit en OCaml à un compilateur auto-hébergé basé sur LLVM écrit en Rust. Le nouveau compilateur Rust a réussi à se compiler lui-même en 2011.

### Évolution (2012-2019)
Le système de types de Rust a subi des changements importants entre les versions 0.2, 0.3 et 0.4. Dans la version 0.2, publiée en mars 2012, les classes ont été introduites pour la première fois. Quatre mois plus tard, la version 0.3 ajoute les destructeurs et le polymorphisme, grâce à l'utilisation d'interfaces. En octobre 2012, la version 0.4 a été publiée, ajoutant traits comme moyen d'héritage. Les interfaces ont été combinées avec les traits et supprimées en tant que fonctionnalité séparée ; et les classes ont été remplacées par une combinaison d'implémentations et de types structurés.
Au début des années 2010, la gestion de la mémoire par le système de propriété a été progressivement consolidée pour éviter les bogues de mémoire. En 2013, le ramasse-miettes a été supprimé, avec les règles de propriété en place. En janvier 2014, le rédacteur en chef du Dr. Dobb's Journal (en), Andrew Binstock, a commenté les chances de Rust de devenir un concurrent de C++, au même titre que D, Go, et Nim. Selon Binstock, alors que Rust était "largement considéré comme un langage remarquablement élégant", l'adoption a ralenti parce qu'il changeait radicalement d'une version à l'autre. La première version stable, Rust 1.0, a été annoncée le 15 mai 2015,.
Le développement du moteur de navigation Servo s'est poursuivi parallèlement à la propre croissance de Rust. En septembre 2017, Firefox 57 a été publié en tant que première version intégrant des composants de Servo, dans un projet nommé "Firefox Quantum".

### Les licenciements de Mozilla et la Fondation Rust (2020-présent)
En août 2020, Mozilla a licencié 250 de ses 1 000 employés dans le monde, dans le cadre d'une restructuration de l'entreprise causée par la pandémie de COVID-19,. L'équipe à l'origine de Servo a été dissoute. L'événement a soulevé des inquiétudes quant à l'avenir de Rust, car certains membres de l'équipe étaient des contributeurs actifs à Rust. La semaine suivante, la Rust Core Team a reconnu l'impact sévère des licenciements et a annoncé que des plans pour une fondation Rust étaient en cours. Le premier objectif de la fondation serait de prendre possession de toutes les marques déposées et de tous les noms de domaine, et d'assumer la responsabilité financière de leurs coûts.
Le 8 février 2021, la formation de la Rust Foundation a été annoncée par ses cinq entreprises fondatrices (AWS, Huawei, Google, Microsoft, et Mozilla),. Dans un blog publié le 6 avril 2021, Google a annoncé le support de Rust au sein du Android Open Source Project comme alternative à C/C++ .
Le 22 novembre 2021, l'équipe de modération, qui était chargée de faire respecter les normes de la communauté et le Code de conduite, a annoncé sa démission "pour protester contre le fait que l'équipe principale ne rende de comptes à personne d'autre qu'à elle-même". En mai 2022, l'équipe principale de Rust, d'autres programmeurs principaux et certains membres du conseil d'administration de la Fondation Rust ont mis en œuvre des réformes de gouvernance en réponse à l'incident.
La Fondation Rust a publié le 6 avril 2023 un projet de nouvelle politique de marque déposée, révisant ses règles sur la façon dont le logo et le nom Rust peuvent être utilisés, ce qui a entraîné des réactions négatives de la part des utilisateurs et des contributeurs de Rust.

## Caractéristiques

### Syntaxe
La syntaxe du langage est similaire à celle du C, étant constituée de blocs de code délimités par des accolades et de structures de contrôle comme if, else, while et for. Cependant, la sémantique de Rust est assez différente. En effet, les blocs et les structures de contrôle sont des expressions, comme on peut le voir dans l'exemple :
```
let
 
x
 
=
 
if
 
n
 
<
 
10
 
{
 
n
 
}
 
else
 
{
 
n
 
-
 
10
 
};

```

En C, une telle opération n'est pas « intelligible » pour le compilateur ; il faudra soit encapsuler le bloc conditionnel dans une autre fonction, soit utiliser un opérateur ternaire int x = (n < 10) ? n : n - 10;. L'utilisation d'expressions rapproche ainsi Rust de langages fonctionnels comme Haskell ou OCaml.

### Valeur et mutabilité
Dans la plupart des langages, une variable est modifiable par défaut. Rust inverse cette logique en privilégiant la constance : le mot-clé let déclare par défaut des variables immuables (immutable variable en anglais) qui ne peuvent être affectées qu'une seule fois, mais dont la valeur peut être définie au moment de l'exécution. Il est nécessaire de rajouter le mot-clé mut pour rendre une variable « mutable » ou « muable » : ainsi, on restreint les variables qui sont effectivement autorisées à changer. Le type des variables est inféré à chaque fois que c'est possible.
Pour les valeurs constantes connues à la compilation, le mot-clé const remplace let. Leur type doit être précisé et elles doivent être initialisées à partir d'une expression constante, excluant les résultats d'appels de fonctions.
```
fn
 
main
()
 
{

    
// Déclaration de variables

    
let
 
mut
 
a
 
=
 
5
;
 
// a est une variable modifiable

    
let
 
b
 
=
 
a
 
*
 
2
;
 
// b est non modifiable et du même type que a

    
// Constantes

    
const
 
c
:
 
u32
 
=
 
5
;
 
// déclaration d'une constante entière non-signée

    
const
 
c
:
 
u8
 
=
 
b
 
-
 
3
;
 
// interdit car `b - 3` n'est pas une expression constante (b non défini à la compilation)

    
const
 
c
 
=
 
5
;
 
// interdit car le type de c n'est pas précisé

    
// Altération

    
c
 
=
 
3
;
 
// illégal car c est une constante

    
b
 
=
 
3
;
 
// illégal car b est une variable immuable

    
a
 
=
 
2
;
 
// autorisé car a est déclaré comme "mut"

    
let
 
a
 
=
 
a
 
+
 
5
;
 
// autorisé une nouvelle variable a est créée valant 7,

                   
// l'ancienne variable a est "couverte" par la nouvelle (shadowing)

    
// Vérification des valeurs

    
assert_eq!
(
a
,
 
5
);
 
// faux

    
assert_eq!
(
b
,
 
10
);
 
// vrai

}

```

### Énumérations et filtrage par motif
Rust permet la définition de types sommes (ou énumérations) à l'aide du mot-clé enum. On peut utiliser ces types sommes avec du filtrage par motif, en utilisant par exemple le mot-clé match.
Exemple :
```
// On crée un type « Forme » pour décrire des formes géométriques.

enum
 
Forme
 
{

    
Point
,
               
// une forme peut être un point, sans données attachées.

    
Cercle
(
f64
),
         
// une forme peut être un cercle, caractérisé par son rayon.

    
Rectangle
(
f64
,
 
f64
),
 
// une forme peut être un rectangle, caractérisé par les longueurs de deux de ses côtés adjacents.

}

// Calcule l'aire d'une forme géométrique.

fn
 
aire
(
f
:
 
Forme
)
 
->
 
f64
 
{

    
match
 
f
 
{

        
// Filtrage par motif avec « match »

        
Forme
::
Point
 
=>
 
0.0
,

        
Forme
::
Cercle
(
rayon
)
 
=>
 
rayon
 
*
 
rayon
 
*
 
3.1415926535897932384626433832795
,

        
Forme
::
Rectangle
(
cote_a
,
 
cote_b
)
 
=>
 
cote_a
 
*
 
cote_b
,

    
}

}

```

Certaines énumérations font partie de la bibliothèque standard, comme Option, permettant d'éviter l'utilisation du pointeur NULL.

### Programmation générique
Afin de garantir la programmation générique, le langage Rust implémente son propre système de métaprogrammation basé sur les traits. Ainsi, un développeur souhaitant mettre en place une fonction générique sera dans l’obligation d’expliciter les différents traits utilisés dans sa fonction, son objet ou sa méthode.

Exemple de l’implémentation du tri-bulle de manière générique :
```
fn
 
tri_bulle
<
T
:
 
std
::
cmp
::
PartialOrd
>
(
liste
:
 
&
mut
 
Vec
<
T
>
)
 
{

    
// Ici, on a besoin de l’opérateur de comparaison < implémenté par le trait

    
// PartialOrd

    
let
 
mut
 
i
 
=
 
0
;

    
while
 
i
 
<
 
(
liste
.
len
()
 
-
 
1
)
 
{

        
if
 
liste
[
i
]
 
<
 
liste
[
i
 
+
 
1
]
 
{

            
liste
.
swap
(
i
,
 
i
 
+
 
1
);

            
i
 
=
 
0
;

        
}
 
else
 
{

            
i
 
+=
 
1
;

        
}

    
}

}

```

Ainsi, toute liste de valeurs prenant en charge l’opérateur de comparaison « < » pourra être passée comme argument pour cette fonction.

#### Définition des méthodes communes par le biais detraits
Les traits sont assimilables aux interfaces en Java ou aux classes abstraites en C++ : Ils définissent les méthodes qui seront proposées par les structures les implémentant. Ils sont des composants centraux du langage, étant donné que les opérations comme les additions sont définies via l’implémentation de traits. Ces derniers peuvent également proposer une implémentation générique de certaines de leurs fonctions à condition que ces dernières ne requièrent pas l’utilisation de données stockées dans les objets.

Exemple de définition d‘un trait :
```
trait
 
Polygone
 
{

    
fn
 
nombre_cotes
(
&
self
)
 
->
 
usize
;

    
fn
 
points
(
&
self
)
 
->
 
Vec
<
(
f32
,
 
f32
)
>
;

    
// Il n’existe pas de méthode simple et générique pour calculer l’aire d’un

    
// polygone

    
fn
 
aire
(
&
self
)
 
->
 
f32
;

    
fn
 
perimetre
(
&
self
)
 
->
 
f32
 
{

        
let
 
mut
 
ret
 
=
 
0.0
;

        
let
 
points
 
=
 
self
.
points
();

        
for
 
i
 
in
 
1
..
points
.
len
()
 
{

            
ret
 
+=
 
f32
::
sqrt
(

                
f32
::
pow
(
points
[
i
].
0
 
-
 
points
[
i
 
-
 
1
].
0
,
 
2
)

                    
+
 
f32
::
pow
(
points
[
i
].
1
 
-
 
points
[
i
 
-
 
1
].
1
,
 
2
),

            
);

        
}

        
return
 
ret
;

    
}

}

```

### Possession et emprunt
Pour obtenir des garanties de sûreté, Rust utilise les concepts d'ownership (propriété ou possession) et de borrowing (emprunt). Ainsi, une valeur a toujours un seul propriétaire. Si la valeur change de propriétaire, l'ancien propriétaire ne peut plus l'utiliser. Par exemple :
```
fn
 
prend_possession
(
v
:
 
Vec
<
i32
>
)
 
{

    
// Cette fonction prend possession de son paramètre v et ne la rend pas.

    
println!
(
"{:?}"
,
 
v
);

}

fn
 
main
()
 
{

    
let
 
mut
 
a
 
=
 
vec!
[
1
,
 
2
,
 
3
];
 
// a est le propriétaire du vecteur.

    
let
 
mut
 
b
 
=
 
a
;
 
// b est maintenant le propriétaire du vecteur.

    
// La valeur de a a été déplacée (move) dans b, a n'est plus utilisable.

    
a
.
push
(
4
);
 
// erreur de compilation : a n'a plus le droit d'utiliser ce vecteur

    
prend_possession
(
b
);

    
b
.
push
(
5
);
 
// erreur de compilation : b n'a plus le droit d'utiliser ce vecteur

}

```

Pour utiliser une valeur à plusieurs endroits à la fois, il est possible de prêter cette valeur en créant des références. Il est possible de créer :
- Soit des références immuables, avec l'opérateur &.
- Soit une référence muable, avec l'opérateur & mut.

En particulier, il n'est pas possible de mélanger les références muables et immuables. Exemple :
```
fn
 
take_reference
(
v
:
 
&
Vec
<
i32
>
)
 
{

    
// Cette fonction prend une référence vers un vecteur

    
println!
(
"{:?}"
,
 
v
);

}

fn
 
correct
()
 
{

    
let
 
a
 
=
 
vec!
[
1
,
 
2
,
 
3
];

    
let
 
ref_1
 
=
 
&
a
;

    
let
 
ref_2
 
=
 
&
a
;

    
// On crée plusieurs références immuables vers a que l'on peut passer à des fonctions.

    
// Faire ceci ne serait pas possible si l'on travaillait avec une fonction qui prend

    
// l'ownership de a.

    
take_reference
(
ref_1
);

    
take_reference
(
ref_2
);

}

fn
 
incorrect
()
 
{

    
let
 
mut
 
a
 
=
 
vec!
[
1
,
 
2
,
 
3
];

    
// Ce code ne compile pas.

    
// En effet, on travaille à la fois avec une référence muable vers a (ref_1),

    
// et à la fois avec une référence immuable vers a (ref_2).

    
let
 
ref_1
 
=
 
&
mut
 
a
[
0
];

    
let
 
ref_2
 
=
 
&
a
;

    
println!
(
"{}"
,
 
*
ref_1
);

    
take_reference
(
ref_2
);

}

```

## Points forts
Rust repose sur des concepts connus et éprouvés (d'où le nom Rust, « la rouille » en anglais) et n'intègre pas de concepts nouveaux et non-testés[réf. obsolète]. Ces concepts ont été empruntés à des langages de programmation existants et assemblés dans un seul langage :
- orientation bas niveau, avec la possibilité de choisir la gestion de la mémoire adaptée au programme : pile, tas (notamment via l'utilisation de pointeurs intelligents) ;
- gestion de la concurrence intégrée dans le langage ;
- sûr par défaut, avec la possibilité de contourner cette sûreté dans les blocs unsafe :
  - typage statique sans conversions implicites,
  - accès mémoire validés statiquement par le compilateur,
  - variables immuables par défaut,
  - passage de messages entre tâches concurrentes pour éviter des erreurs liées aux accès concurrents à la mémoire,
  - pas d'utilisation de null ;
- inférence de types ;
- filtrage par motif ;
- généricité.

Rust est souvent décrit comme l'un des successeurs potentiels de C et C++ (avec D et, dans une moindre mesure, Go) notamment de par sa sûreté et sa rapidité — c'est un objectif clairement affiché par les développeurs.

## Composants

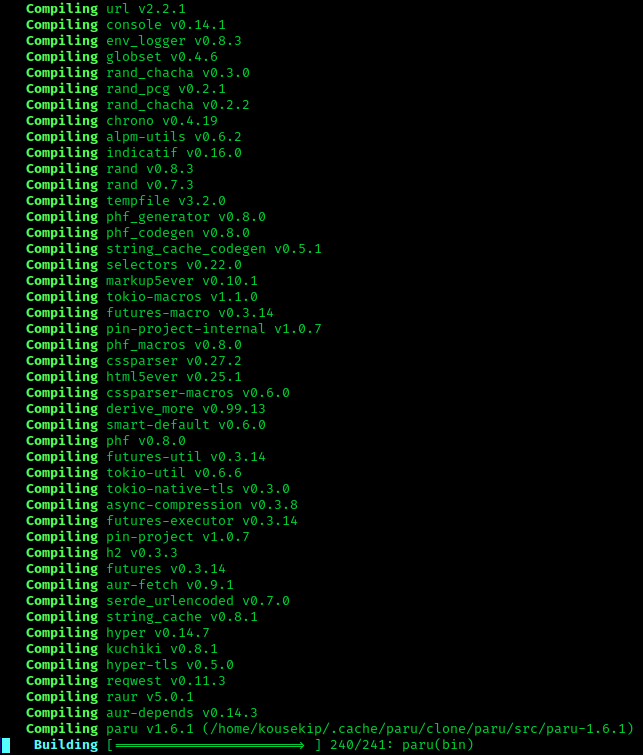
Compilation d'un programme Rust avec Cargo

L'écosystème Rust comprend son compilateur, sa bibliothèque standard, et des composants supplémentaires pour le développement de logiciels. L'installation des composants est généralement gérée par rustup, un installateur de chaîne de compilation Rust développé par le projet Rust.

### Compilateur
Le compilateur Rust est nommé rustc. En interne, rustc est un frontal pour divers moteurs qui sont utilisés pour obtenir des fichiers de code binaire spécifiques aux appareils et aux plates-formes (par exemple, ELF ou WASM binaire). Le moteur le plus mature et le plus utilisé dans rustc est le compilateur de représentation intermédiaire (bytecode) LLVM.
Outre LLVM, le compilateur supporte également l'utilisation de backends alternatifs tels que GCC et Cranelift (en) pour la génération de code. L'intention de ces backends alternatifs est d'augmenter la couverture de plateforme de Rust ou d'améliorer les temps de compilation,.

### Bibliothèque standard
La bibliothèque standard de Rust définit et implémente les types de données personnalisés les plus utilisés, y compris les structures de données de base telles que Vec, Option, et HashMap, ainsi que les types pointeurs intelligents. Rust fournit également un moyen d'exclure la plupart de la bibliothèque standard en utilisant l'attribut #![no_std] ; cela permet aux applications, telles que les dispositifs embarqués, qui veulent supprimer le code de dépendance ou fournir leurs propres structures de données de base. En interne, la bibliothèque standard est divisée en trois parties, core, alloc et std, où std et alloc sont exclus par #![no_std].

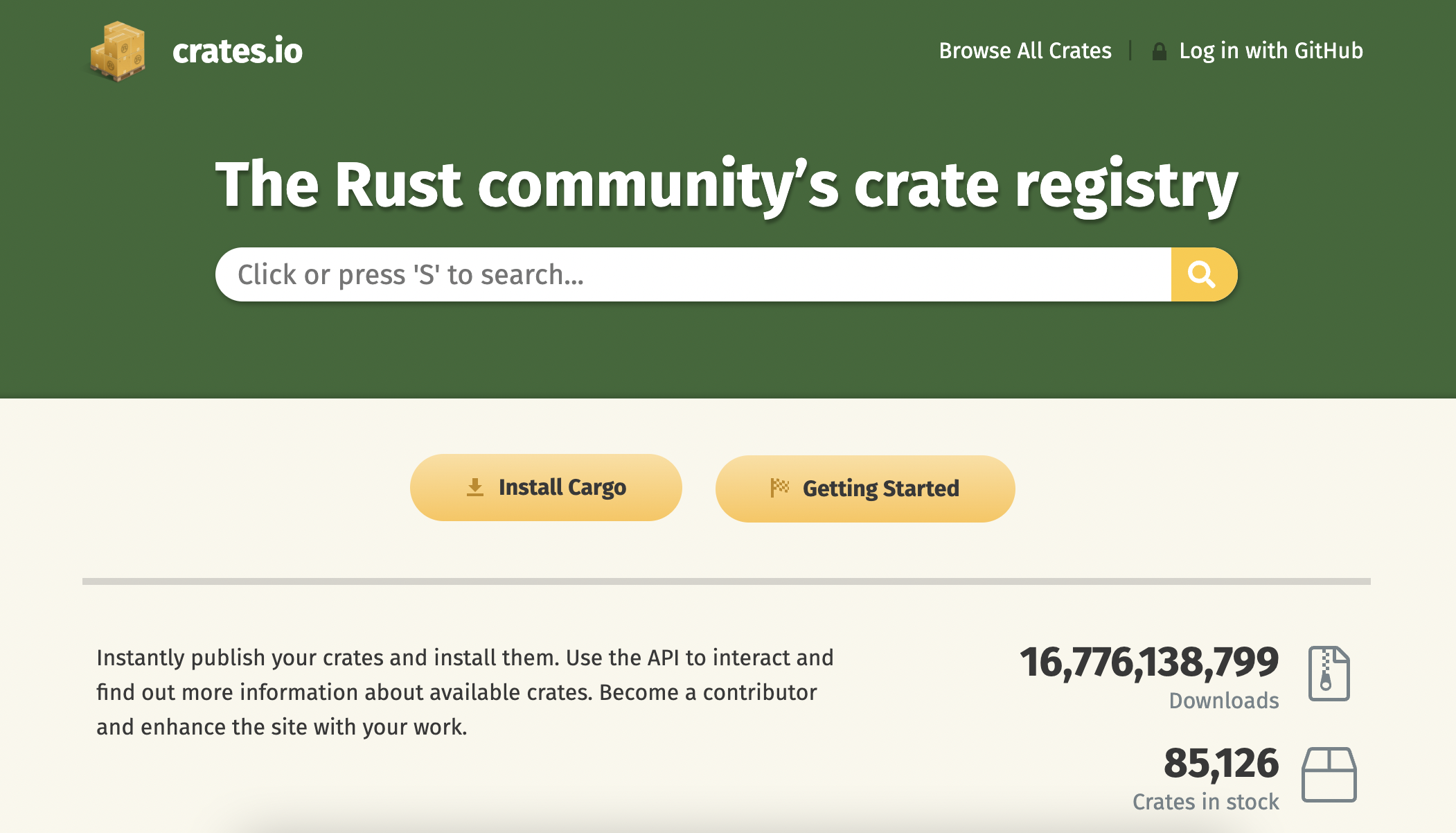
Capture d'écran de crates.io en juin 2022.

### Cargo
Cargo est le moteur de production et le gestionnaire de paquets de Rust. Il télécharge, compile, distribue et met en ligne des paquets - appelés "crates" - qui sont maintenus dans un registre officiel. Il agit également comme une interface pour Clippy et d'autres composants Rust.
Par défaut, Cargo puise ses dépendances dans le registre crates.io alimenté par les utilisateurs, mais les dépôts Git et les crates dans le système de fichiers local, ainsi que d'autres sources externes, peuvent également être spécifiés comme dépendances.

### Rustfmt
Rustfmt est un formateur de code pour Rust. Il formate les espaces blancs et indentation pour produire du code en accord avec un style commun, sauf indication contraire. Il peut être invoqué en tant que programme autonome, ou à partir d'un projet Rust via Cargo.

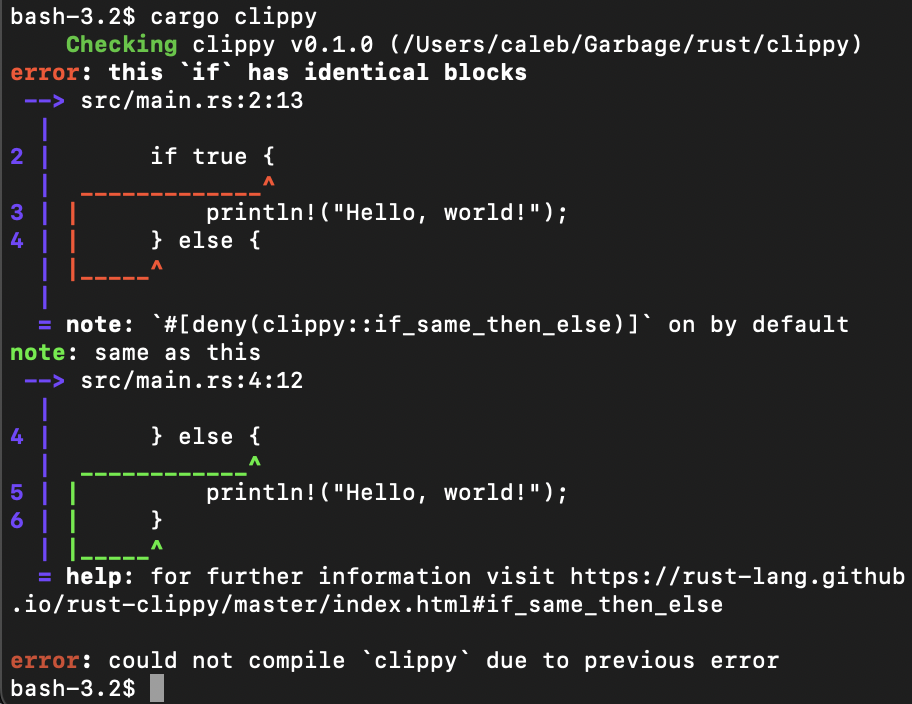
Exemple de sortie de Clippy sur un programme Rust hello world.

### Clippy
Clippy est l'outil de lint intégré à la chaîne de compilation Rust pour améliorer la correction, les performances et la lisibilité du code Rust. Il a été créé en 2014 et nommé d'après l'Assistant de Microsoft Office, un trombone anthropomorphisé du même nom. Fin 2023, il compte plus de 650 règles,, qui peuvent être parcourues en ligne et filtrées par catégorie.

### Environnement de développement
Le serveur de langage (en) le plus populaire pour Rust est Rust Analyzer, qui a officiellement remplacé le serveur de langue original, RLS, en juillet 2022. Rust Analyzer fournit aux environnements de développement intégrés et aux éditeurs de textes des informations sur un projet Rust ; des fonctionnalités de base incluant autocomplétion, et l'affichage des erreurs de compilation pendant l'édition. 

## Performance
En général, les garanties de sécurité mémoire de Rust n'imposent pas de surcharge à l'exécution. Une exception notable est  l'indexation de tableau qui est vérifiée à l'exécution, bien que cela n'ait souvent pas d'impact sur les performances. Dans la mesure où il ne dispose pas de ramasse-miettes, Rust est souvent plus rapide que d'autres langages à sécurité mémoire,,.
Rust dispose deux "modes" coexistant : safe et unsafe. Le mode safe est le mode "normal", dans lequel la plupart des codes Rust sont écrits. En mode unsafe, le développeur est responsable de la sécurité mémoire du code, ce qui est utile dans les cas où le compilateur est trop restrictif.
De nombreuses fonctionnalités de Rust sont des abstractions dites "à coût zéro", ce qui signifie qu'elles sont optimisées à la compilation et n'entraînent aucune pénalité à l'exécution. Le système de propriété et d'emprunt permet des implémentations zéro coût (en) pour certaines tâches sensibles aux performances, telles que le parsing. Le dispatch statique est utilisé par défaut pour éliminer les appels de méthode, à l'exception des méthodes appelées sur des objets traits dynamiques. Le compilateur utilise également l'extension inline pour éliminer les appels de fonctions et les invocations de méthodes distribuées statiquement.
Puisque Rust utilise LLVM, toutes les améliorations de performance dans LLVM sont également transférées au compilateur Rust. Contrairement aux C et C++, Rust permet de réordonner les éléments struct et enum pour réduire la taille des structures en mémoire, pour un meilleur alignement de la mémoire et pour améliorer l'efficacité de l'accès au cache.

## Adoption

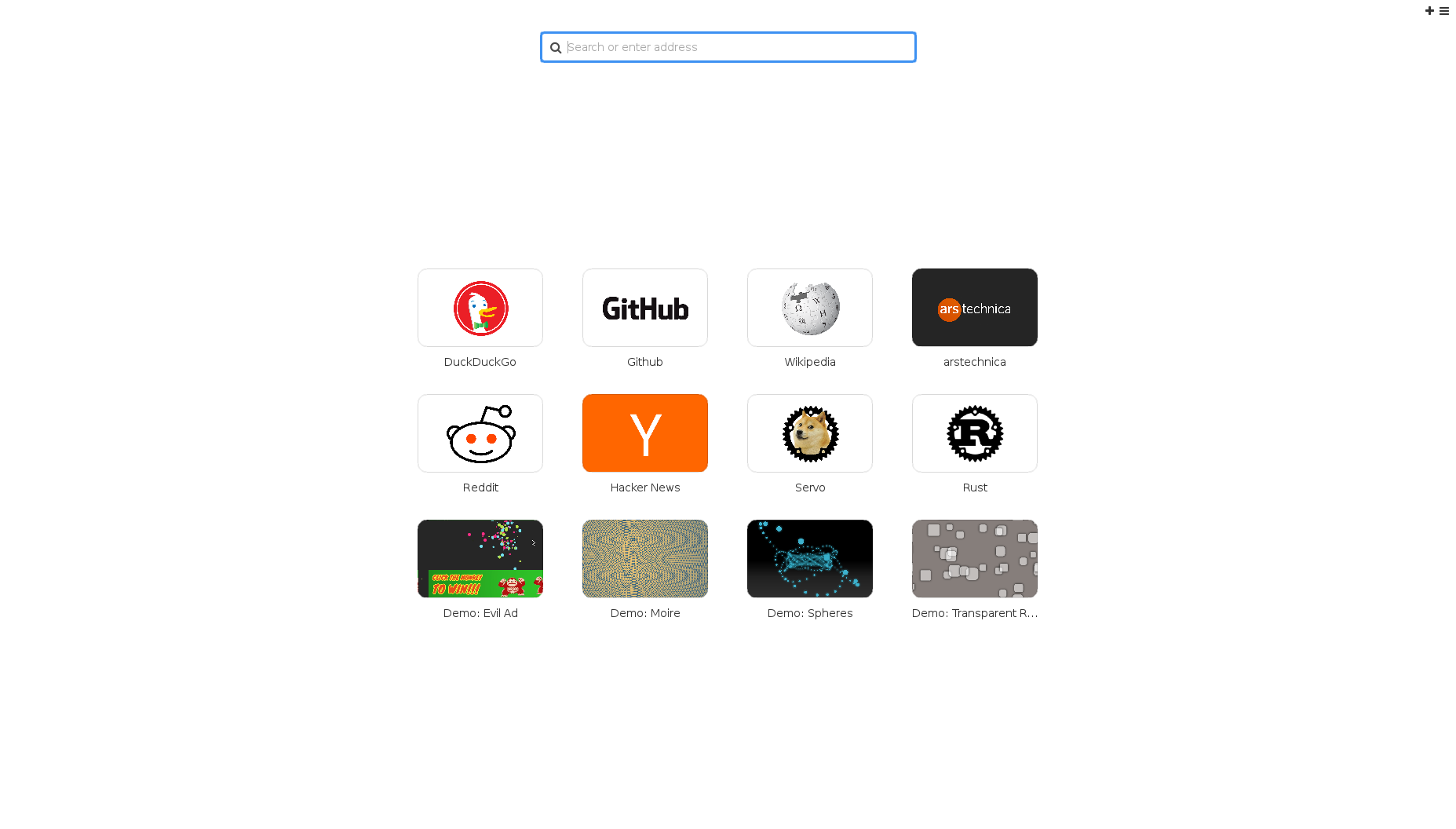
Première page d'accueil du moteur de navigation Servo de Mozilla.

Rust a été utilisé dans des logiciels de différents domaines. Rust a été initialement financé par Mozilla dans le cadre du développement de Servo, un moteur de navigateur expérimental parallèle, en collaboration avec Samsung. Des composants du moteur Servo ont ensuite été incorporés dans le moteur de navigateur Gecko qui sous-tend Firefox. En janvier 2023, Google (Alphabet) a annoncé la prise en charge de l'utilisation de bibliothèques Rust tierces dans Chromium,.
Rust est utilisé dans plusieurs projets logiciels de grands fournisseur de services web. OpenDNS, un service de résolution de DNS appartenant à Cisco, utilise Rust en interne,. Amazon Web Services utilise Rust dans les « composants sensibles aux performances » de ses différents services. En 2019, AWS a open-sourcé Firecracker (en), une solution de virtualisation principalement écrite en Rust. Microsoft Azure IoT Edge, une plateforme utilisée pour exécuter des services Azure sur des appareils IoT, a des composants implémentés en Rust. Microsoft utilise également Rust pour exécuter des modules conteneurisés avec WebAssembly et Kubernetes. Cloudflare, une entreprise fournissant des services de réseau de diffusion de contenu, a utilisé Rust pour construire un nouveau proxy web nommé Pingora pour une performance et une efficacité accrues.
Dans les systèmes d'exploitation, le support de Rust a été ajouté à Linux, et Android,. Microsoft réécrit des parties de son système d'exploitation Windows en Rust. Le projet r9 vise à réimplémenter Plan 9 from Bell Labs en Rust. Rust a été utilisé dans le développement de nouveaux systèmes d'exploitation tels que Redox, un système d'exploitation « Unix-like » et microkernel, Theseus, un système d'exploitation expérimental avec une gestion modulaire des états,, et la plupart de Fuchsia. Rust est également utilisé pour des outils en ligne de commande et des composants de systèmes d'exploitation, notamment stratisd (en), un gestionnaire de système de fichiers, et COSMIC, un environnement de bureau de System76.

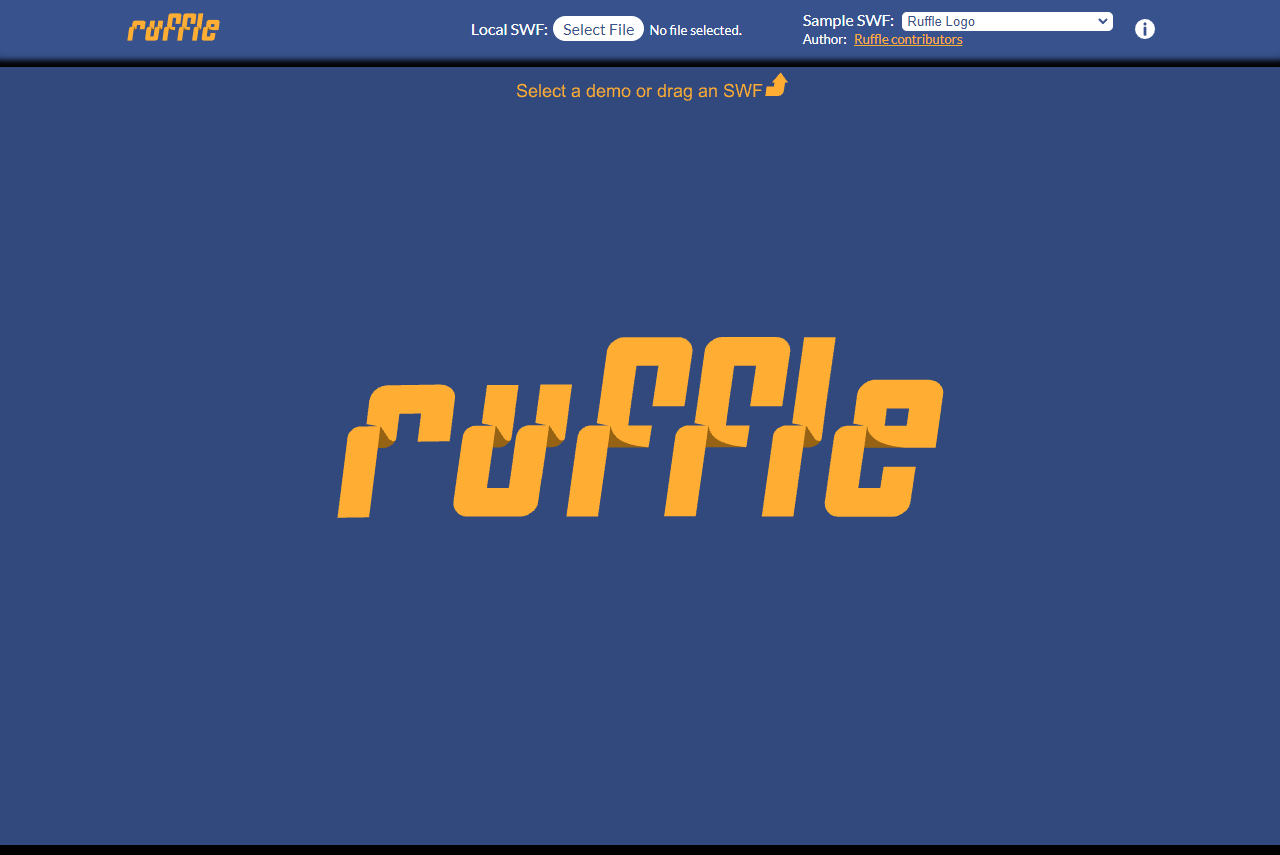
Ruffle, un émulateur web pour Adobe Flash SWF.

Dans le domaine du développement web, le npm a commencé à utiliser Rust en production en 2019,,. Deno, un runtime sécurisé pour JavaScript et TypeScript, est construit au-dessus de V8 en utilisant Rust et Tokio. D'autres adoptions notables dans cet espace incluent Ruffle, un émulateur SWF open-source, et Polkadot, une plateforme open source de blockchain et de cryptomonnaie.
Discord, un éditeur de logiciels de messagerie instantanée, a réécrit certaines parties de son système dans Rust pour augmenter les performances en 2020. La même année, Dropbox a annoncé que sa synchronisation de fichiers avait été réécrite en Rust. Facebook (Meta) a également utilisé Rust pour repenser son système de gestion du code source des projets internes.
Dans l'enquête Stack Overflow de 2023 auprès des développeurs, 13 % des personnes interrogées avaient récemment effectué un développement approfondi en Rust. L'enquête a également désigné Rust comme le « langage de programmation le plus aimé » chaque année de 2016 à 2023 (inclus), en se basant sur le nombre de développeurs souhaitant continuer à travailler dans le même langage. En 2023, Rust était la 6e « technologie la plus recherchée », avec 31 % des développeurs ne travaillant pas actuellement en Rust exprimant un intérêt pour le faire.

## Projets basés sur Rust
- Firefox[102] :
  - Servo : moteur de rendu HTML ;
- Cargo : gestionnaire de paquets Rust ;
- Redox : un système d'exploitation de type Unix ;
- Deno : successeur à Node.js ;
- exa (en) : alternative à ls ;
- fish : Shell Unix, précédemment écrit en C++, porté en Rust ;
- uutils : alternatives aux GNU Core Utilities;
- fd : alternative à find;
- GNOME Fractal : client Matrix ;
- Libra Core : cryptomonnaie ;
- Solana : cryptomonnaie ;
- Discord : logiciel de VoIP[103] et de messagerie instantanée ;
- Hyperledger Sawtooth[104] ;
- Magic Pocket : système de stockage distribué de Dropbox[105];
- RustDesk : un logiciel libre d'accès à distance ;
- Android :
  - Gabeldorsche : stack Bluetooth Android (depuis Android 11)[106].

## Exemples de code
Hello world :
```
// This is the main function

fn
 
main
()
 
{

    
// The statements here will be executed when the compiled binary is called

    
// Print text to the console

    
println!
(
"Hello World!"
);

}

```

Arrays and Slices :
```
use
 
std
::
mem
;

// This function borrows a slice

fn
 
analyze_slice
(
slice
:
 
&
[
i32
])
 
{

    
println!
(
"first element of the slice: {}"
,
 
slice
[
0
]);

    
println!
(
"the slice has {} elements"
,
 
slice
.
len
());

}

fn
 
main
()
 
{

    
// Fixed-size array (type signature is superfluous)

    
let
 
xs
:
 
[
i32
;
 
5
]
 
=
 
[
1
,
 
2
,
 
3
,
 
4
,
 
5
];

    
// All elements can be initialized to the same value

    
let
 
ys
:
 
[
i32
;
 
500
]
 
=
 
[
0
;
 
500
];

    
// Indexing starts at 0

    
println!
(
"first element of the array: {}"
,
 
xs
[
0
]);

    
println!
(
"second element of the array: {}"
,
 
xs
[
1
]);

    
// `len` returns the size of the array

    
println!
(
"array size: {}"
,
 
xs
.
len
());

    
// Arrays are stack allocated

    
println!
(
"array occupies {} bytes"
,
 
mem
::
size_of_val
(
&
xs
));

    
// Arrays can be automatically borrowed as slices

    
println!
(
"borrow the whole array as a slice"
);

    
analyze_slice
(
&
xs
);

    
// Slices can point to a section of an array

    
println!
(
"borrow a section of the array as a slice"
);

    
analyze_slice
(
&
ys
[
1
..
4
]);

    
// Out of bound indexing yields a panic

    
println!
(
"{}"
,
 
xs
[
5
]);

}

```